# 國際聯盟託管地

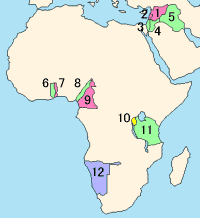
國際聯盟在中東以及非洲的託管地：
第一等：1 敍利亞 2 黎巴嫩 3 巴勒斯坦 4 外約旦 5 伊拉克
第二等：6 英屬多哥蘭 7 法屬多哥蘭 8 英屬喀麥隆 9 法屬喀麥隆 10 盧安達-烏隆地 11 坦干伊加
第三等：12 西南非

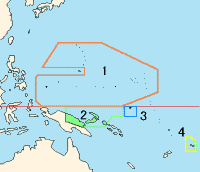
國際聯盟在太平洋的託管地：
第三等：1 南洋諸島 2 新幾內亞 3 諾魯 4 西薩摩亞

國際聯盟託管地是指根據1919年6月28日簽訂的《國際聯盟盟約》的第22條而成立的一些區域，這些區域大多原為殖民地，其控制權在第一次世界大戰結束後被移交給國際聯盟進行託管。第二次世界大戰結束後，隨著國際聯盟的解散和聯合國的建立，根據雅爾達會議的決議，所有的國際聯盟託管地（除了西南非洲，即今納米比亞），都轉為聯合國託管領土。
除了託管地外，國聯還曾直接管治薩爾盆地地區15年，後來經該地區全民公決回歸德國。1920年11月15日至1939年9月1日期間存在的但澤自由市（今波蘭格但斯克）亦在國際聯盟保護之下實施自治。

## 定義
由國際聯盟（稱國聯）託管委員會（The Mandates Commission）所負責的所有託管地皆是第一次世界大戰戰敗國的殖民地，主要是德意志第二帝國和鄂圖曼土耳其帝國。必須注意的是，託管地根本上不同於保護國的地方在於託管該地區的強權會對當地原居民和國聯作出義務，而保護國則不會。
一個託管地的成立包含了兩個階段:
1. 正式撤銷前宗主國對該地的主權
2. 將託管權力轉移到協約國集團中個別的國家

所有在託管當局管理範圍邊界都會直接被一些協約國集團（即『託管國』）管理，直至託管國認為該地可以有能力自治為止，如英國巴勒斯坦託管地及南非聯邦。國聯共擁有14個託管地並分配予6個協約國集團國家，它們分別為：英國、法國、比利時、新西蘭、澳大利亞及日本。實際上，託管地被協約國集團當作殖民地般看待及被當作為「戰爭的戰利品」。除了伊拉克於1932年獲得獨立並加入國聯外，全部託管地直到二戰後為止均未獲得獨立，它們託管地身份更延至1990年才完結。國聯解散後，這些託管地成為聯合國託管地。

### 根據的條約
1919年簽訂的凡爾賽條約標誌著對德國殖民地分配的完成，於1919年5月7日正式分配託管地予各戰勝國。而對鄂圖曼土耳其的領土要求則在色佛爾條約中首次提出，並最終在1923年的洛桑條約中確立。

## 託管地的種類
雖然每個託管地中託管政府的控制皆視乎於每個地區的不同需要，亦都按照國聯對每個地區的基準而行事，但是，每一個託管地都有一些共通點：不得建設防禦工事，不得在託管地徵兵，而且每年要向國聯託管委員會提交報告。雖然如此，某程度上每個託管國都已經視託管地為自己殖民帝國的一部分。因為必須注意的是，國聯並沒有很大的權力去有效地管理各列強。
國聯根據當時託管地的人口和發展情況而將託管地分成三個不同的等級：第一等（Class A），第二等（Class B）和第三等（Class C）。

### 第一等託管地（Class A mandates）
第一等託管地全部為前鄂圖曼所控制的地區，當地人民大部份已自治。定義為：
…達到了基本上以獨立國家存在，但亦要臨時接受由託管國所提供的行政建議和協助，直到可以完全地獨自生存。而託管政府的主要決策亦應該以當地群眾的期望為主要考慮角度。 
 — 《國際聯盟盟約》第22條
此等託管地皆為前鄂圖曼土耳其帝國所控制的地區。屬於第一等託管地的地區為：
- 伊拉克（大英帝國），託管期：1920年8月10日—1932年10月3日。之後成為獨立王國。

- 巴勒斯坦（大英帝國），託管期：1920年4月25日—1946年5月25日（在1923年9月29日—1948年5月14日以色列獨立期間有效。）該地區包括巴勒斯坦和外約旦（哈希姆家族酋長國，後為約旦哈希姆王國）。

- 敘利亞（法國），託管期：1923年9月23日—1944年1月1日。該地區包括黎巴嫩，而哈塔伊省（前鄂圖曼土耳其帝國的一個縣）則在1938-39年脫離，成為法國的保護國（哈塔伊共和国），但之後放棄獨立而加入土耳其共和國。

到1948年，這些託管地全部都被君主政體（伊拉克，約旦）和共和政府（以色列，黎巴嫩，敘利亞）所取代。

### 第二等託管地（Class B mandates）
第二等託管地全都屬於在西非和中非次撒哈拉地區的德國殖民地。這些地區都被視為需要託管當局提供更大的控制力度。國聯禁止託管當局在該託管地建造海陸軍基地。國聯在《國際聯盟盟約》內表示：
…託管當局必須負起對該地區的行政責任—而前題是必須保證該地區的意識和宗教自由。此外，托管國不准在當地進行所有虐待性政策，如奴隸貿易、運載軍火及酒類。托管國更不可佈置軍事設施及提供軍事訓練。國聯會員國在當地可自由及公平地貿易，託管地人民亦享有基本人權及平等的商業貿易權利。
 — 《國際聯盟盟約》第22條
屬於第二等託管地的地區為：
- 盧安達-烏隆地（比利时）以前為兩個不同的德國保護國，但國聯將兩地合併成一個整體託管地，並在1922年7月20日將此交給比利時託管。但是在1926年3月1日—1960年6月30日期間，比利時當局卻將此地與比屬剛果聯合管理。而1946年12月13日後成為聯合國託管領地，直至他們在1962年7月1日分開獨立。

- 坦噶尼喀（大英帝國）託管地：由1922年7月20日開始，到1946年12月11日轉為聯合國託管領地。1961年5月1日獲得自治權，並在1961年12月9日成為英聯邦自治領。1962年12月9日正式獨立，成為一個共和國。在1964年與桑給巴爾聯合，並改名為坦桑尼亞。

除了這兩個之外，還有兩個地區根據之前軍事佔領區的劃分而被分裂成英國和法國的託管地。
- 喀麥隆在1920年7月20日被重新劃分為英屬喀麥隆和法屬喀麥隆。在1946年12月13日轉為聯合國託管領地，並繼續由大英帝國和法國託管。（法屬喀麥隆在1960年1月成為擁有主權的喀麥隆共和國。而英屬喀麥隆則一分為二：1961年5月北部加入尼日利亞，同年10月南部加入喀麥隆共和國。）

- 曾為德國殖民地的多哥蘭在1922年7月20日亦被重新劃分為英屬多哥蘭和法屬多哥蘭。兩地在1946年12月13日轉為聯合國託管領地，繼續由大英帝國和法國託管。（法屬多哥蘭在1956年8月30日成為擁有自治權的多哥共和國，並於1960年4月27日獨立。而英屬多哥蘭在1956年12月13日變成迦納的一部分而停止存在。）

### 第三等託管地（Class C mandates）
凡在西南非洲（今納米比亞）和南太平洋諸島的託管地則成為第三等託管地，托管國獲授權全面管治。第三等託管地：
…鑑於該託管地的人口稀少、或者國土面積小、它們與文明中心的距離長、地理位置接近託管當局管理範圍的邊界、或者其他狀況，託管當局應視該託管地為託管國的一部分而使用該託管國之法律所管轄。
 — 《國際聯盟盟約》第22條
屬於第三等託管地的地區大多為前德意志第二帝國的領地：
- 新幾內亞（澳洲），前德屬新幾內亞，託管期：1920年12月17日第一任軍事行政官上任，之後於1946年12月8日以東北新幾內亞名義轉為聯合國託管領地（澳洲，作為一行政單位）。但後來逐漸跟巴布亞領地融合為巴布亞和紐幾內亞領地，並於1975年獨立為巴布亞新幾內亞。
- 瑙魯（大英帝國，新西蘭和澳洲；澳洲為實際管轄國。）以前隸屬於德屬新幾內亞，託管期：1920年12月17日，並於1947年11月1日轉為聯合國託管領地，之後在1968年1月31日獲得獨立。
- 前德屬薩摩亞（新西蘭），託管期：1920年12月17日，並更名為西薩摩亞（與美屬薩摩亞相區分）。於1947年1月25日轉為聯合國託管領地，並在1962年1月1日獨立。
- 南太平洋託管地（日本）託管期：1920年-1945年
- 西南非洲（南非），託管期：1922年-1990年。1915年，德屬西南非被英國和南非軍隊入侵。在戰爭結束後被南非聯邦接管，1922年10月1日起前德屬西南非領土在國際聯盟的授權管理，指定為南非的託管地，在1990年3月21日獨立。